# Víctor Ruiz Meléndez
Víctor Ruiz Meléndez (Zaragoza, 17 de octubre de 1919-ibídem, 31 de julio de 2011) fue un médico español, especializado en Medicina de Familia y Medicina Rural. Desde 2007 cuenta con una calle en Zaragoza en reconocimiento a su trabajo como médico en el barrio rural de Garrapinillos durante casi veinticuatro años. Desarrolló algunos métodos innovadores para su época en el tratamiento de las enfermedades y dolencias que trata la Medicina Rural.

## Nombre
Tanto el acta de Bautismo en la Iglesia Parroquial de San Felipe y Santiago el Menor (Zaragoza) como el Registro Civil de la misma ciudad lo nombran como “Víctor Francisco de Regis Ruiz Meléndez”, hijo de Elías Ruiz Canales, industrial, y Elisa Meléndez Lizabe, modista zaragozana que conformó el jurado de “Señorita de España” (hoy “Miss España”) entre 1929 y 1936 de forma intermitente. Tuvo dos hermanos: Raimundo (aparejador) y Juana (enfermera, empleada en una farmacia). Fue su madrina de bautismo Pilar Piniés, presidenta de Acción Católica de la Mujer de Zaragoza.

## Infancia y juventud
Nació el 17 de octubre de 1919 en el domicilio de sus padres en la calle Coso de Zaragoza, que era una ciudad que por aquel entonces contaba con una población de 140.426 habitantes, siendo uno de los núcleos más poblados de España. Cursó los estudios primarios y de bachillerato con los Padres Escolapios de Zaragoza, terminando dicha formación en junio de 1937, ya estallada la Guerra Civil Española y con diecisiete años.
Durante su infancia y juventud fue miembro activo de las Juventudes de Acción Católica de la Iglesia Parroquial de San Felipe, grupo en el que ya desde muy joven conoció a la que sería su esposa, Mª Teresa Marcuello Ruiz. Es Hermano Fundador de la Cofradía de las Siete Palabras y de San Juan Evangelista de Zaragoza desde el 14 de marzo de 1941 (número 65).

## Botiquín en la Guerra Civil Española (1937-1939)
Al cumplir los 18 años en 1937 (hasta 1943 la mayoría de edad en España estaba fijada en los 23 años) es llamado para participar en la Guerra Civil. Un hombre marcadamente religioso y pacifista era enviado al frente desde su ciudad natal, recién matriculado en la carrera de Medicina. Antes de empezar las clases fue alistado en el ejército en el bando nacional-rebelde (que fue el que le tocó aleatoriamente por vivir en Zaragoza). Fue enviado como soldado a la división 105, inicialmente en el Frente del Ebro. Su padre Elías ya había participado en la guerra de Cuba con 24 años (1898) y su hijo Víctor lo haría en la Marcha Verde en el Sahara también con 24 años (1975-1976).
El primer viaje fue a Tarragona, lugar al que fueron los nuevos reclutados sentados en la zona de carga de un camión. Allí se desarrolló la instrucción, con un mes en el que aprendió a desfilar, disparar el fusil,… etc. Hecha la instrucción, fue enviado al frente. Nada más llegar envía una carta a su padre en la que le cuenta su situación y cinco días después (en los que permaneció en el campamento en el frente de Tarragona), recibió una llamada y le enviaron al botiquín del campamento, donde había que atender a los heridos.
Su división estuvo en constante movimiento durante el tiempo que restaba de Guerra Civil. La división fue destinada a Almendralejo (Badajoz), donde viajaron en un tren de mercancías, y posteriormente a Fuente Obejuna (Córdoba) y Salamanca, donde acabó la Guerra el 1 de abril de 1939. Todo el tiempo permaneció en el botiquín. 
Aunque la Guerra había concluido, España pasaba a ser una dictadura militar, manteniéndose los soldados reclutados y con el ejército alerta ante cualquier insurrección. Sin embargo, se permitió a los soldados que estaban ya matriculados en la Universidad que volvieran a sus casas. 
Su hermano Raimundo, a los pocos días de estar en el frente, fue herido de guerra con un obús en la cabeza, con el que convivió durante años hasta su fallecimiento repentino el 31 de enero de 1969 a los 57 años de edad. Además, la sede del periódico republicano de derechas “La Voz de Aragón”, del que su padre era miembro, fue asaltada por falangistas durante la Guerra y cesó su actividad al perder sus rotativas y maquinaria necesaria para publicar. Su futuro hermano político Antonio Marcuello Ruiz, hermano de su novia, falleció por heridas de guerra en el frente (Regimiento Galicia 19, bando nacional-rebelde) el día 29 de mayo de 1939, a los veinte años de edad. Su novia Mª Teresa Marcuello Ruiz participó también en la Guerra, como enfermera en el Servicio Oficial de Transfusión de Sangre Conservada (número 607), a los 18 años.

## Vida adulta y carrera profesional
La Guerra motivó que no empezase la carrera de Medicina hasta el 7 de octubre de 1939, a punto de cumplir los veinte años, en Zaragoza. No había precedentes en su familia, pues su padre era industrial, su madre modista, su hermano aparejador y su hermana enfermera. Pese a empezar los estudios de primero de Medicina, una vez a la semana tenía que acudir en la ciudad al botiquín, donde hacía guardia por si era necesario.
Cursó los seis años de la Licenciatura de Medicina y Cirugía en la Universidad de Zaragoza, si bien finalmente obtuvo el título por la Universidad de Valencia. El traje era atuendo obligatorio para los alumnos y todos los exámenes eran orales. La Antigua Facultad de Medicina y Ciencias de Zaragoza ya gozaba de gran prestigio en aquella época, habiéndose fundado la Universidad en 1542 y teniendo su sede en el edificio proyectado por el arquitecto Ricardo Magdalena y Tabuenca, construido en 1886-1892 en el centro de la ciudad. Acabó la carrera el 28 de enero de 1946 con el último examen en Valencia (pediatría). 
Contrajo matrimonio con Mª Teresa Marcuello Ruiz el 16 de septiembre de 1949 en la Iglesia de San Antonio de Padua de Zaragoza, con posterior almuerzo en "Ambos Mundos S.A." Tuvieron cuatro hijos: Víctor, Elena, Fernando y Mª Teresa; todos médicos, conformando una de las cuarenta estirpes médicas zaragozanas. Todos sus hijos políticos se dedicaron a la Medicina o la Enfermería y cuenta con dos nietos también médicos.

## Inicio de la carrera médica
Termina la carrera en la primera promoción de médicos después de la Guerra Civil, habiendo sido alumno interno en el servicio del Doctor Ricardo Lozano Blesa en junio de 1945.
En su primera plaza de médico, ejerce la interinidad durante un año aproximadamente en el municipio de Alcolea de Cinca (Huesca). Es allí donde se familiariza con el ejercicio de la Medicina Rural, en un período (1946-1947) donde las comunicaciones con Zaragoza no eran fáciles y tratándose de un municipio a más de cien kilómetros de la Capital. Por la lejanía con su familia, decide volver al entorno de Zaragoza, pero sin abandonar el entorno rural.

## Medicina Rural
El ejercicio profesional como médico de Garrapinillos (Zaragoza) transcurre desde el 7 de abril de 1947 hasta el 1 de octubre de 1970. Es aquí donde permanece más años y donde pudo desarrollar métodos innovadores para su época en el tratamiento de las enfermedades y dolencias que se le presentaban en el día a día.
Gana la plaza de médico en el ya entonces barrio rural de Zaragoza llamado Garrapinillos, a diecisiete kilómetros de Zaragoza y junto a otros núcleos como Casetas, Utebo, Monzalbarba, Miralbueno o la Venta del Olivar. Garrapinillos es sede entonces del antiguo Aeródromo Sanjurjo (que con los años se convertiría en el Aeropuerto de Zaragoza) y cuenta con una población flotante de dos mil quinientos habitantes, ocupados en la aeronavegación, la agricultura y la ganadería. El término era grande, siendo un barrio que limitaba por el Norte con la carretera de Logroño, por el Sur con La Muela, por el Este con Miralbueno y por el Oeste con Torre Medina.
Es nombrado médico del entonces Seguro Obligatorio de Enfermedad (S.O.E.) y de la iguala de accidentes de trabajo (antecedente del servicio de iguala en prevención de riesgos laborales). Toma posesión el día 7 de abril de 1947.
Al estar la población principalmente dedicada al sector primario, se extendía por fincas dedicadas a la agricultura y ganadería, diseminadas todas ellas con respecto al centro del barrio, que lo constituía la plaza de la Iglesia. Esto entonces representaba un serio problema de desplazamiento para la realización del servicio médico, que incluía toda la patología médica (enfermedades en general, con síndromes muy significativos en aquella época): fiebres tifoideas, Brucelosis, sarampión, pleuresías, ictus cerebrales, tuberculosis, lesiones traumáticas que se producían en la agricultura, fiebres de Malta, accidentes de circulación, accidentes de obreros en el aeródromo, embarazos y partos,…
Entonces la Medicina era practicada por un solo médico con la colaboración de un A.T.S. (Ayudante Técnico Sanitario), José Martín Ortega, que colocaba los goteros en las casas y actuaba como enfermero en todas las intervenciones. No había más plantilla sanitaria, ni urgencias, ni ninguna especialidad, salvo desplazamiento urgente a la ciudad.
Los pequeños núcleos entonces contaban con las llamadas “fuerzas vivas del pueblo”, que por aquel entonces en Garrapinillos fueron Mosén Francisco Pueyo Pérez (sacerdote), Tomás Alonso y Manuel Alonso (farmacia), Luciano Fuertes Vidosa (maestro), Águeda Centenera Gómez (maestra), Teresa (parvulario), panaderos, cartero, herreros, carreteros, Gregorio Ortega (mecánico), Félix Ortega (peluquería), Bicicletas Ramiro,… Muchos de ellos cuentan con calles con su nombre en el pueblo.
El ejercicio de la Medicina de esta manera obligaba, precisamente, a desarrollar todas las especialidades sin ser especialista en ninguna.

### Cirugía
Cirugía en las vaquillas, que todos los años en las fiestas de septiembre se concentraban en la plaza del barrio acondicionada al efecto. Había que dar puntos por heridas que se quedaban sólo en pequeña cirugía, con algún caso grave pero que tuvo solución. Con ocho años, su hijo Fernando (futuro cirujano) ya le acompañaba en la enfermería de la plaza, forjando la vocación médica.

### Neumología
El Convento de las Hermanas de la Caridad de Santa Ana lo era de clausura, por lo que muchas de las enfermedades que se diagnosticaban allí eran a vida o muerte. La tuberculosis (infección bacteriana en los pulmones) seguía siendo un problema en algunas zonas de la geografía española y tenía que ser tratada, también, por el médico del pueblo.

### Accidentados y traumatología
Junto al que sería futuro Aeropuerto de Zaragoza, a principios de los años cincuenta se comenzó a construir la Base Aérea de Zaragoza, utilizada por la Fuerza Aérea de los Estados Unidos de América (USAF) desde 1958 hasta 1994, siendo una de las tres bases aéreas de la USAF en España durante la Guerra Fría.
Esta importante obra ocasionó numerosos accidentes de obreros, que obligaban al desplazamiento del médico a la zona para atenderlos. El Aeropuerto de Zaragoza cuenta con la pista 12R/30L, la más larga de Europa con 3.718x45 metros y que es pista de emergencia de la NASA en los vuelos espaciales, como así lo fue en Garrapinillos el 21 de julio de 1969 (llegada del hombre a La Luna).
Además Ruiz Meléndez ejerció como médico militar-civil, en sustitución del de antiaéreos, de la referida Base Americana.

### Ginecología y Obstetricia
Uno de los trabajos más comprometidos lo constituía el atender los partos, la mayoría de los cuales tenían lugar en grandes fincas agrícolas que carecían de luz eléctrica (casi siempre era de noche), siendo necesaria toda la asistencia a la luz de una antigua lámpara de carburo. Había que esperar la contracción de la parturienta durante el tiempo que fuera necesario, hasta que el bebé nacía por medios naturales o bien utilizando el fórceps bajo. Los partos podían prolongarse toda la noche e incluso hasta el amanecer.
En esta actividad surgió realizar, en tan precarias condiciones, nacimientos con fórceps en algún caso y siempre en la casa de la parturienta, incluyendo la transfusión de sangre con la colaboración de un transfusor si era necesario. También era comprometido el capítulo de los abortos espontáneos y los partos prematuros.
Precisamente uno de los partos prematuros es el episodio más destacado de Ruiz Meléndez como médico de Garrapinillos. De madrugada, entra una llamada de Antonio Eizaguerri Aparicio para acudir a una torre del camino del Abejar, donde se recibe al médico con la madre encamada en posición genital y un feto encima de las sábanas, al sexto mes de embarazo. El médico comprueba que tenía vida pero necesitaba una asistencia especializada e inminente. Tenía un peso de 600 gramos.
Propone el traslado a Zaragoza con su propio coche (Ford de cuatro caballos). Debían acudir a una incubadora en la Maternidad de Zaragoza pero el viaje no era posible porque el nacido no podía ser trasladado de ninguna manera. Para ello pide una caja de zapatos, que acondiciona con algodón y gasas e instala en el coche. Se forma así un “nido” casero para poder llevar al niño a la ciudad, no siendo posible el traslado en otras condiciones. A los dos o tres meses el niño estaba en casa. 
De este episodio dio cuenta Heraldo de Aragón ya en los años setenta, con un artículo amplio y destacado con foto actual del nacido y en el que se comentaba el caso, plenamente superado. Del mismo modo y ya en la década de los dos mil (6 de marzo de 2002), El Periódico de Aragón volvió a publicar una nueva reseña, hasta que finalmente el 14 de abril de 2007, en uno de los homenajes en vida realizados en Garrapinillos, Ruiz Meléndez pudo conocer al entonces niño José Antonio Eizaguerri Romanos, ya adulto y con hijos, cuya familia acudió al acto de inauguración de su calle en el pueblo.
Relataba El Periódico de Aragón lo siguiente: “Una caja de zapatos, además, auspició mi vocación médica cuando de niño escuché al médico de Garrapinillos haber asistido un parto prematuro de un crío que no pesó más de un kilo. Después de ayudarle a respirar, lo abrigó entre algodones y lo metió en una caja de zapatos que, sobre la marcha, preparó como improvisada incubadora. De esta guisa lo llevó hasta la Maternidad de Zaragoza. Caja de zapatos: vida por andar, vida para guardar y soñar y recordar. Y salvavidas”.

### Medicina general y otros
Los casos extremadamente graves no podían acabar de otra manera que con la muerte. La colaboración del médico con el sacerdote en el servicio religioso y atención sanitaria a los enfermos terminales era también tarea del día a día.
Además, otros casos eran difíciles de curar o incluso se llegaba con la persona ya fallecida: accidentes de coche, de bicicleta, personas alcanzadas por un rayo, suicidios, ahogamientos,...

### Consulta en casa
Además de la asistencia a domicilio, a las 13:00 horas de lunes a viernes había consulta en el domicilio particular del médico para atender aquellos casos que no requerían acudir a casa del paciente. Se daban varias patologías: anginas no febriles, dolores de muelas, patologías digestivas, pulmonares o ambulatorias; cirugía menor,… Estas dolencias generalmente eran ocasionadas por accidentes de trabajo, unos agrícolas y otros de los trabajadores de la Base Americana.
La consulta era testigo de las canciones, juegos y lecciones de la escuela de párvulos del pueblo, que estaba colindante y sólo separada por un tabique.
A menudo, los pacientes acudían a la consulta con obsequios de todo tipo: lo mejor de sus huertos y corrales. Las dádivas no sólo ayudaban y agasajaban sino que constituían parte del salario en especie del médico, dada la situación económico-social de España sobre todo en los años cincuenta y principios de los sesenta.

### Desplazamientos
Todas las llamadas eran para visitar enfermos a domicilio, en una época y una zona donde los desplazamientos eran difíciles, prácticamente campo a través y sin iluminación en las vías ni medios de transporte adecuados. Esa era también parte del trabajo como médico del pueblo.
Los trayectos solían ser de unos dos o tres kilómetros, hasta llegar a las torres o fincas donde habitaban los vecinos. En ocasiones, las visitas eran en direcciones contrapuestas o muy lejos unas de otras, con caminos intransitables.
Los primeros años la juventud le hizo desplazarse en bicicleta, hasta que la familia le instó a motorizarse. Así, se compra una motocicleta Guzzi Hispania 65, en la que con mucha frecuencia se formaba “perla” en la bujía y había, con calor o frío, que sacar la bujía y limpiarla. También los pinchazos eran frecuentes tanto en la bicicleta como en la moto.
Finalmente llega el coche Ford 4 caballos, un vehículo de segunda mano matrícula M-54.030 que había hecho la Guerra Civil y del que no existían ni recambios. Sin embargo, estuvo en ejercicio en Garrapinillos durante otros catorce años. Lo más difícil era tener que arrancarlo en las mañanas heladas de invierno, pues estaba congelado y la batería no daba más de sí. Junto con el ayudante del farmacéutico, uno a manivela y el otro acelerando o empujando, se acababa poniendo en marcha el coche. Luego llegaría un SEAT 600, tampoco exento de problemas mecánicos.
Por los muchos fallos mecánicos que daban los vehículos, en ocasiones los pacientes tenían que ir a buscar al médico y desplazarlo ellos mismos. Esto aumentó aún más el repertorio de medios de transporte del médico, desde la tartana hasta cabalgar de madrugada a lomos de una caballería. También como “paquete”, en la nueva moto del ayudante del farmacéutico. Podía suceder de todo.
Al otro lado del Canal Imperial de Aragón, algunas familias habitaban en las zonas de las parideras donde el secano abundaba (Moncasi, Bergua, García, Tabanás, Clavería,...). Otras familias incluso habitaban en las almenaras cada tres kilómetros en esta zona del barrio, muy bien comunicada con los puentes de la entonces Carretera de Madrid. El pésimo estado de los caminos causaba grandes problemas en el desplazamiento, incluidos los frecuentes badenes de riego y acequias.

## Ejercicio en Zaragoza
Tras casi 24 años de ejercicio en Garrapinillos, el 1 de octubre de 1970 toma posesión de su plaza en Zaragoza capital. Era el momento de su vida en el que profesionalmente procedía el traslado, además de una situación personal en la que sus hijos, por edad, ya se disponían a iniciar la etapa universitaria.
Le fue adjudicada una plaza del Seguro Obligatorio de Enfermedad (S.O.E.) en la ciudad y ese fue el momento de iniciar la nueva etapa. En Zaragoza ejerció como Médico de Familia (asistencia primaria) e instaló también una consulta privada, en la Avenida de Navarra.
Se jubiló como médico de Zaragoza a los 76 años en 1996, justo al cumplir 50 años en activo de ejercicio profesional de la Medicina.

## Premios y distinciones en vida

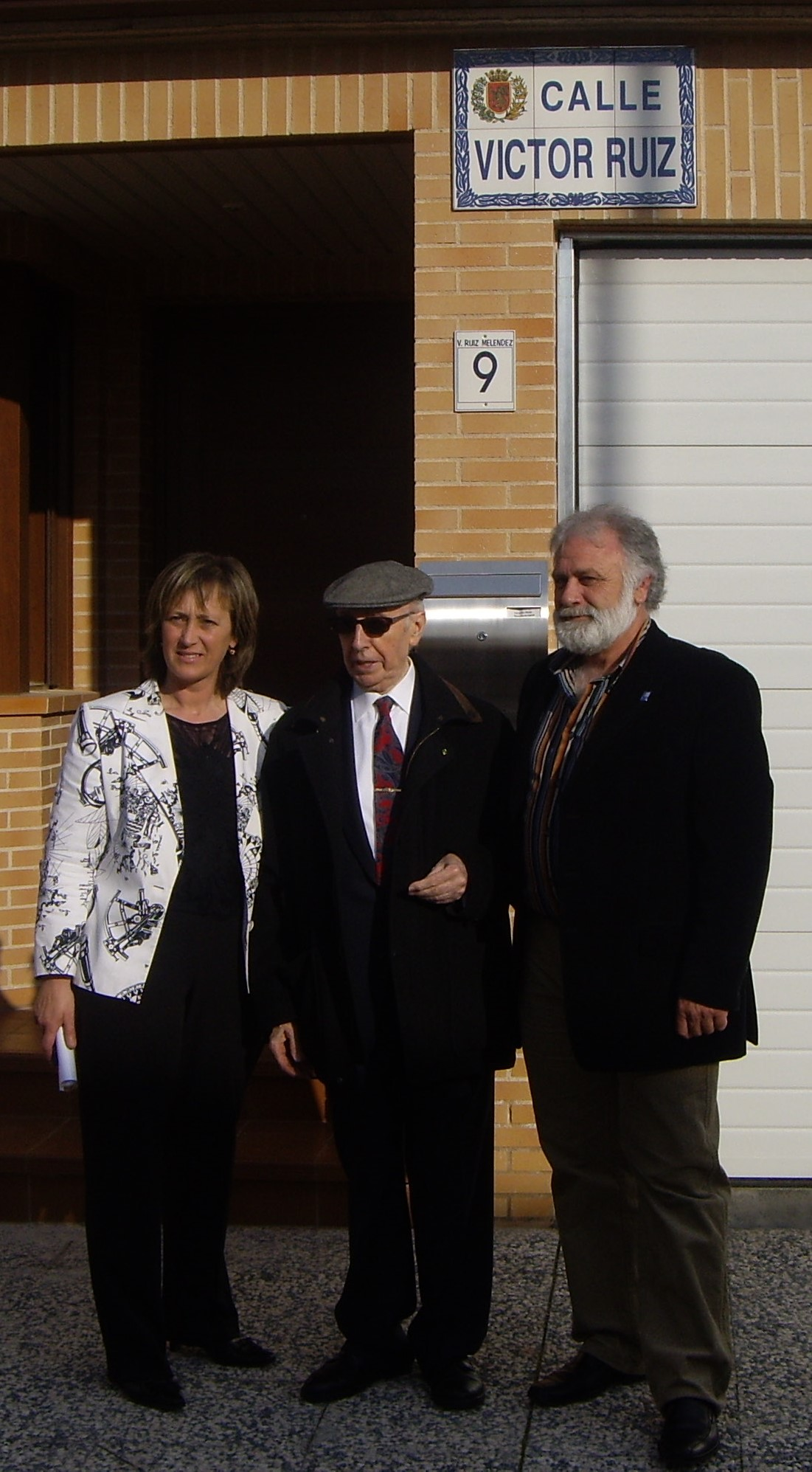
14 de abril de 2007. Ruiz Meléndez junto al alcalde de Garrapinillos y a Rosario Salas, en Zaragoza

En octubre de 2004, Rosario Salas y otros vecinos y asociaciones de Garrapinillos inician los trámites para solicitar al Ayuntamiento de Zaragoza que una calle del barrio lleve el nombre del médico. Los trámites se alargan y finalmente se aprueba y se decide que la calle que lleve su nombre sea una calle de nueva apertura en la zona nueva del barrio, con viviendas unifamiliares, perpendicular a Galán Bergua y Barón de la Linde y paralela a la calle Joaquín Blasco, antiguo alcalde del pueblo y padre de Mariano Blasco, quien fue alcalde en 2007 (momento de la inauguración). Las obras de construcción de las viviendas en la calle tuvieron lugar entre los años 2005 y 2007, hasta finalmente fijar la fecha de la inauguración en el sábado 14 de abril de 2007.
En primer lugar, en el centro cívico se celebró un coloquio entre Ruiz Meléndez y Manuel Alonso, antiguo farmacéutico, que conversaron con los vecinos de entonces sobre los recuerdos mientras fue médico de Garrapinillos y se entabló un diálogo con las personas más mayores, que aportaron sus vivencias.  Rosario Salas glosó la figura de Ruiz Meléndez como un “médico vocacional y entregado a todos sus pacientes por igual sin distinción de clases, una persona educada y cordial”. Niños de la banda municipal interpretaron algunas piezas en su honor y se produjo el encuentro con José Antonio Eizaguirre Romanos, el niño al que salvó la vida llevándolo en caja de zapatos a Zaragoza. 
Tras el coloquio se sirvió un aperitivo en una peña recreativa, donde se le entregó una placa en agradecimiento. Luego se peregrinó hasta la calle, se inauguró una de las tres placas que da su nombre a la nueva calle y se celebró la misa en la Parroquia de San Lorenzo Mártir de Garrapinillos (proyectada por el arquitecto Ricardo Magdalena Tabuenca). La jornada concluyó con la cena popular en un restaurante del pueblo, donde asistieron familia, amigos y los vecinos de Garrapinillos.
En 1996 ya había celebrado el 50.º aniversario y jubilación de la carrera médica, con un almuerzo en el entonces “Restaurante Gurrea” de Zaragoza.
La Junta Vecinal de Garrapinillos acordó en 2009 adquirir tres esculturas en hierro y materiales reciclados del escultor turolense Jesús Guallar, que habían estado antes expuestas en el centro cívico, para honrar la memoria del médico. Se trata de “El Peregrino” (en la Plaza José Ramón Arana, junto a la Alcaldía y el Centro Cívico Antonio Beltrán Martínez), “La Cigüeña” (sobre la esquina superior del cerramiento de la escalera de emergencia de la Alcaldía y el Centro Cívico) y “Mano”, las tres datadas en el año 2001.
El 17 de octubre de 2009 celebró su noventa cumpleaños.

## Últimos años
La jubilación coincidió con su estado de viudez, de modo que Ruiz Meléndez llevó una tranquila vida familiar en Zaragoza hasta el fallecimiento en su domicilio el 31 de julio de 2011, rodeado de su familia y con 91 años. Está enterrado en la Manzana 120 del Cementerio de Torrero de Zaragoza, junto a su esposa.
Los últimos años de su vida colaboró especialmente con la Basílica Parroquia de Santa Engracia de Zaragoza. Además, fue miembro de la Cofradía de las Siete Palabras y de San Juan Evangelista de Zaragoza desde la fundación y hasta su fallecimiento. Hoy continúa como miembro a título póstumo.

## Legados
Le sobrevivieron cuatro hijos, todos ellos médicos, nueve nietos y tres biznietos, entre otra familia. De ellos, cuatro hijos son médicos, tres hijos políticos médicos, una enfermera y dos nietos médicos; que incluyen especialidades desde la radiología hasta la hematología, pasando por la cirugía general y digestiva, neumología, ginecología y obstetricia, medicina de familia, acupuntura,…
Dejó también un gran legado médico en Garrapinillos, que hoy ya cuenta con centro médico con atención veinticuatro horas, farmacia y 5.500 habitantes. El Aeropuerto de Zaragoza es hoy uno de los mayores de España en volumen de mercancías y la mayor zona de verde de Zaragoza (el Parque Lineal de PLAZA) está en Garrapinillos.

## Reconocimientos póstumos
El 4 de agosto de 2011 el periodista Javier Ortega, a instancia de Rosario Salas, dedica el obituario de El Periódico de Aragón a Ruiz Meléndez, destacando que Garrapinillos “en aquella época era un barrio diseminado, eminentemente agrícola y con muchos problemas sanitarios. Estaba él solo como médico y, primero en bici, luego en moto y al final en un cuatro caballos, recorría las fincas, visitaba a los enfermos en las casas, atendía partos y ejercía como un verdadero médico de familia.”

## Como aficionado
Ruiz Meléndez era aficionado a la prosa poética y a la lectoescritura relacionada con la religión y el cristianismo. Dejó una gran cantidad de manuscritos inéditos, con poemas como “El canto a la madre muerta” u otros relacionados con la religión que nunca fueron publicados.
Durante su jubilación desarrolló también su faceta como pintor aficionado, participando en algunos concursos locales como el organizado por los Padres Escolapios de Zaragoza, con su obra "Cumbres en el Valle de Tena".
También cultivó el género epistolar, con cartas a su esposa con cierto valor literario por lo numerosas, lo detallado de sus descripciones y por situar al lector en la España de posguerra, además de ser fiel testimonio de la labor médica a la que dedicó su vida.